# Mabahissaster zengi
Mabahissaster zengi är en sjöstjärneart som beskrevs av Macan 1938. Mabahissaster zengi ingår i släktet Mabahissaster och familjen ledsjöstjärnor.
Artens utbredningsområde är Tanzania. Inga underarter finns listade i Catalogue of Life.